# 普爾山
普爾山（英語：Mount Pool）是南極洲的山峰，位於瑪麗伯德地，處於梅塔沃卡尼克山西北部，海拔高度2,090米，美國地質調查局根據測量和美國海軍拍攝的空中照片繪入地圖，現時由南極條約體系管理。